# 六勝寺

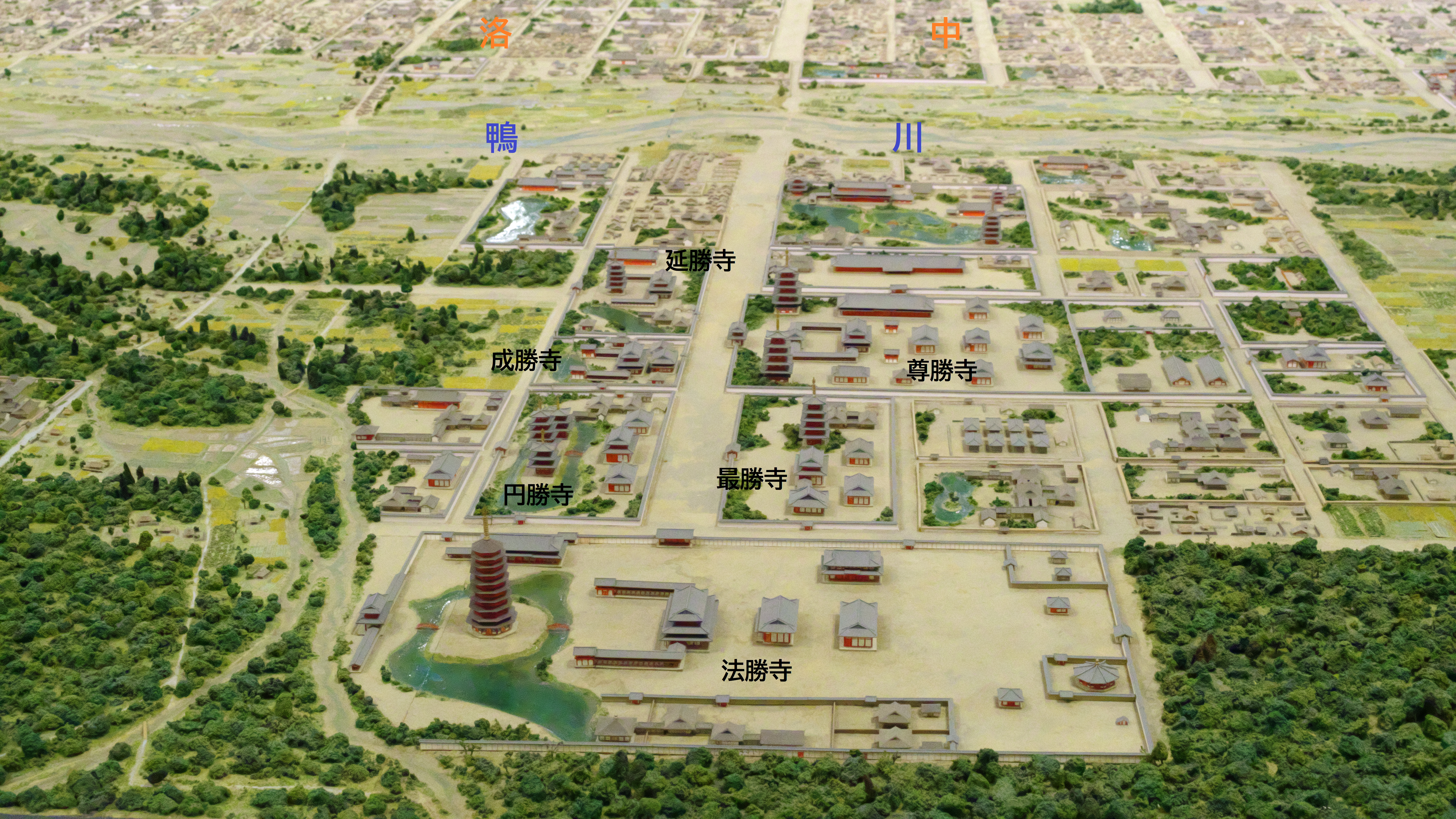
白河街区の六勝寺。東方より見る。京都市平安京創生館所蔵平安京1/1000模型の一部

六勝寺（ろくしょうじ、りくしょうじ）とは、平安時代後期から室町時代にかけて、洛外白河街区に位置した、法号に「勝」の字をもつ六山の御願寺である。白河天皇に続く院政の中枢部として大いに栄えたが、後世の維持管理は停滞し、応仁の乱以降はほぼ廃絶した。現在においては石碑や町名などに面影を残すが、寺域や伽藍配置などにおいて不明な点は多く、発掘による考古学的調査および復元作業が進められている。

## 概要
平安京の洛東・白河の地域に造営された寺号に「勝」の字が含まれた6つの御願寺の事であるが、女院である待賢門院が建立した円勝寺は後から付け加えられたもので、当初は「五勝寺」と称されていた（『愚管抄』）。円勝寺以外の五勝寺は白河天皇以降の5代の天皇が「在位中」に建立を始めた寺院で、白河天皇や鳥羽天皇は退位後に上皇・法皇として多くの御願寺を建立しているものの、いずれの天皇も在位中に建立を開始した御願寺は五勝寺に属する1か寺しかなかった、すなわち「天皇の御願寺」であったのである。また、他の御願寺は御所などに付属する寺院として建立され、中心伽藍は阿弥陀堂であったに対して、「五勝寺」と円勝寺は中心伽藍として金堂を持ち、単独の寺院として存続していたことから特別なものとみなされ、以降これ程の規模の御願寺を建立される事は無かった。このため、5代の在位の天皇の御願寺である「五勝寺」と待賢門院の御願寺である円勝寺をまとめて六勝寺と称されるようになった。

## 法勝寺
法勝寺（ほっしょうじ）。落慶は承暦元年（1077年）、左大臣藤原師実の寄進と白河天皇の御願による。鴨東白河の地において御願寺として最初に創建され、後に六勝寺の筆頭寺院として最大の規模を誇った。南庭には高さ80メートルに達する巨大な八角九重塔が聳え、東海道に京の権勢を誇示していた。しかし他の寺院同様、相次ぐ災害と院政の衰微により、応仁の乱以後に廃絶した。現在の京都市動物園は伽藍のほぼ南半にあたると考えられ、2010年には八角九重塔は同動物園の観覧車とほぼ同じ位置にあたることが判明している。

## 尊勝寺
尊勝寺（そんしょうじ）。供養は康和4年（1102年）、堀河天皇の御願による。杉山信三らの尽力により、六勝寺では最も発掘調査が進んでいる。

## 最勝寺
最勝寺（さいしょうじ）。創建は元永元年（1118年）、鳥羽天皇の御願による。現在の岡崎グラウンド西側から京都会館までの間に位置していた方一町(120m四方)規模の寺院であったと考えられる。

## 円勝寺
円勝寺（えんしょうじ）。落慶は大治3年（1128年）、待賢門院（藤原璋子）の御願による。六勝寺では唯一の女院御願寺である。境内規模は方一町かそれ以上、現在の京都市美術館に位置していたと推定される。

## 成勝寺
成勝寺（じょうしょうじ）。供養は保延5年（1139年）、崇徳天皇の御願による。保元の乱で流刑に処された院を慰撫するための御八講法要が行われた。推定地はほぼ京都市勧業館の敷地にあたる。現在は東京都世田谷区に「伏見山 成勝寺」として残る。

## 延勝寺
延勝寺（えんしょうじ）。落慶供養は久安5年（1149年）、近衛天皇の御願による。現在の京都市勧業館敷地西端から東大路通の西端付近まで、東西二町、南北一町の規模であったと推定される。